# Carl Bertilsson
Carl Adolf Hjalmar Bertilsson (18 ottobre 1889 – 16 novembre 1968) è stato un ginnasta svedese.

## Palmarès

### Olimpiadi
- Oro a Londra 1908 nel concorso a squadre.